# Gwened Vannes Football gaélique
 (septembre 2016).
Si vous disposez d'ouvrages ou d'articles de référence ou si vous connaissez des sites web de qualité traitant du thème abordé ici, merci de compléter l'article en donnant les références utiles à sa vérifiabilité et en les liant à la section « Notes et références ».
Le Gwened Vannes Football gaélique, est un club football gaélique français fondé en 2008. Ce club breton est basé dans la ville de Vannes dans le Morbihan. Le Gwened Vannes Football gaélique s'entraîne au complexe sportif du Foso dans le quartier de Ménimur.
L'équipe masculine A évolue en 1ère division du Championnat de Bretagne.

## Historique
Créé en août 2008, le club participe à sa première compétition en octobre. Il s'agit du tournoi du Shield à Rennes. Le 7 février 2009, Vannes accueille le 1er tournoi du championnat de Bretagne au stade du Foso. Le club termine 4e lors de sa première saison. L'association compte 25 membres.
En octobre 2009, le Gwened Vannes Football gaélique participe au Shield et au tournoi de l'INSA de Rennes.
En janvier 2010, Maël Le Roux reçoit son trophée de meilleur joueur pour la saison passée.
En mars 2014, les toucans vannetais remporte le tout premier challenge Morbihan face au voisin Lorientais.

## Palmarès
| Saisons   | Championnat de Bretagne | Coupe de Bretagne  | Championnat de France | Euroligue                |
| --------- | ----------------------- | ------------------ | --------------------- | ------------------------ |
| 2019-2020 |                         |                    |                       |                          |
| 2018-2019 |                         |                    |                       |                          |
| 2017-2018 |                         |                    |                       |                          |
| 2016-2017 |                         |                    |                       |                          |
| 2015-2016 |                         |                    |                       |                          |
| 2014-2015 |                         |                    |                       |                          |
| 2013-2014 |                         |                    |                       |                          |
| 2012-2013 | 7e                      | Quart de finaliste | non qualifié          |                          |
| 2011-2012 | 4e                      | Quart de finaliste | non qualifié          |                          |
| 2010-2011 | 6e                      | Quart de finaliste | non qualifié          |                          |
| 2009-2010 | 5e                      |                    | 7e                    |                          |
| 2008-2009 | 4e                      |                    |                       | Tournoi Shield de Rennes |